# Haruhiko Mikimoto
Haruhiko Mikimoto (美樹本 晴彦 Mikimoto Haruhiko?, nombre real Haruhiko Satō ( 佐藤晴彦?, Satō Haruhiko), 28 de agosto, 1959, en Tokio, Japón), es un diseñador de personajes de anime, ilustrador y mangaka. La cima de su carrera fue en los años 80', década en la que fue considerado uno de los diseñadores relevantes de personajes del momento. Fue el creador de personajes tan famosos como Hikaru Ichijo y Lynn Minmay, de The Super Dimension Fortress Macross, y Noriko Takaya, de Gunbuster.
Mikimoto se graduó de la Universidad de Keio, donde también estudiaron Shōji Kawamori –creador de Macross y diseñador de mechas– y el escritor Hiroshi Ōnogi. Mikimoto fue parte de los fundadores del estudio de animación Artland, donde trabajó hasta que Shōji Kawamori lo llamó para trabajar en su nuevo estudio de animación. La propuesta consistía en realizar el diseño de un personaje chino femenino que había creado para una serie que se denominaría Megaroad. Posteriormente, a esta chica china se le llamó Lynn Minmay, y a la serie, Macross.

## Obras
- Gunbuster (diseñador de personajes)[2]
- Aquarian Age the Movie (diseñador de personajes)
- Tetsuwan Atom (versión de 1980) (in-between animation)
- Blue Remains (diseñador de personajes)
- Gandalla: King of the Burning Desert (diseñador de personajes)
- Gundam Neo Experience 0087: Green Divers (diseñador de personajes),
- Hi-Speed Jecy (diseñador de personajes)
- Macross 7 (diseñador de personajes, animación del ending)
  - Macross 7: The Galaxy's Calling Me! (diseñador de personajes)
  - Macross Dynamite 7 (diseñador de personajes)
- Megazone 23 (supervisor del diseñador de personajes (Eve Tokimatsuri))
  - Megazone 23, Part II (supervisor del diseñador de personajes (Eve Tokimatsuri))
  - Megazone 23, Part III (supervisor del diseñador de personajes (Eve Tokimatsuri))
- Mobile Suit Gundam 0080: War in the Pocket (diseñador de personajes)
- Rayca (diseñador de personajes)
- Salamander (diseñador de personajes)
- Talking Head (film) (diseñador de personajes)
- The Super Dimension Fortress Macross (diseñador de personajes, director de animación)
  - The Super Dimension Fortress Macross: Do You Remember Love? (diseñador de personajes, director de animación)
  - The Super Dimension Fortress Macross: Flash Back 2012 (diseñador de personajes, director de animación)
  - The Super Dimension Fortress Macross II: Lovers, Again (diseñador de personajes)
- The Super Dimension Century Orguss (diseñador de personajes, director de animación)
  - Super Dimension Century Orguss 02 (diseñador de personajes)
- Tytania (diseñador de personajes)

## Juegos
- Aisle Lord -- Mega-CD (diseñador de personajes)
- Dogu Senki -- Dreamcast (diseñador de personajes)
- FZ Axis -- Mega Drive (diseñador de personajes)
- The Super Dimension Fortress Macross: Scrambled Valkyrie -- Super Famicom (diseñador de personajes)
- Khamrai -- PlayStation (diseñador de personajes)
- Macross VF-X—PlayStation (diseñador de personajes)
  - Macross VF-X2—PlayStation (diseñador de personajes)
- Quo Vadis -- Sega Saturn, PlayStation (diseñador de personajes)
  - Quovadis 2—Sega Saturn (diseñador de personajes)
- Record of Lodoss War: Advent of Kardis—Dreamcast (ilustrador de la portada)
- A Sherd of Youthful Memories—PlayStation (diseñador de personajes)
- The Super Dimension Fortress Macross: Do You Remember Love? (game)—Sega Saturn, PlayStation (diseñador de personajes)
- Top o Nerae!—PlayStation 2 (diseñador de personajes)
- The Super Dimension Fortress Macross (game) -- PlayStation 2 (diseñador de personajes)
- Macross Ace Frontier -- PlayStation Portable (diseñador de personajes)

## Libros de arte
- Elverz, ISBN 4-8291-9107-4
- Haruhiko Mikimoto Illustrations
  - ISBN 0-945814-52-6 (Estados Unidos, tapa dura)
  - ISBN 0-945814-51-8 (Estados Unidos, tapa blanda)
- Hoshi no Kismet, ISBN 4-253-01066-0
- Innocence, ISBN 4-04-853663-X
- It's Artland, ISBN 4-88144-032-2
- Michinoku Gashū, ISBN 4-19-669538-8
- Mikimoto Haruhiko Cel Works, ISBN 4-19-669607-4
- Movement, ISBN 4-8291-9102-3
- My Time, ISBN 4-8291-9112-0
- Quo Vadis Visual Book, ISBN 4-575-28720-2
- Roman Album Series Haruhiko Mikimoto Illustrations
- A Sherd of Youthful Memories Deep File, ISBN 4-901159-00-3
- A Sherd of Youthful Memories Visual Works, ISBN 4-87709-359-1
- This Is Animation: Chō Jikū Yōsai Macross Character-hen, ISBN 4-09-199521-7
- Visualist Series: Haruhiko Mikimoto Collection (laserdisc, VHS, y CD-ROM)

## Libros de ilustraciones
- Baby Birth (ilustración, guion de Sukehiro Tomita)
  - vol. 1, ISBN 4-06-349061-0
  - vol. 2, ISBN 4-06-349102-1
- Chō Jikū Seiki Orguss 02
  - vol. 1, ISBN 4-09-440193-8
  - vol. 2, ISBN 4-09-440194-6
  - vol. 3, ISBN 4-09-440195-4
  - vol. 4, ISBN 4-09-440196-2
- Chō Jikū Yōsai Macross TV-ban Anime Novels vol. 1, ISBN 4-09-198001-5 (portada, ilustraciones; la novela fue escrita por Toshiki Inoue)
- École du Ciel
  - vol. 1 (portada, ilustraciones; la novela fue escrita por Kenichi Nakahara), ISBN 4-04-429801-7
  - vol. 2 (portada, ilustraciones; la novela fue escrita por Kenichi Nakahara), ISBN 4-04-429802-5
- Gekijoban Chō Jikū Yōsai Macross: Ai Oboete Imasu ka, ISBN 4-09-440004-4 (portada, ilustraciones; la novela fue escrita por Sukehiro Tomita)
- Gekijoban Chō Jikū Yōsai Macross 2
  - vol. 1, ISBN 4-09-440011-7
  - vol. 2, ISBN 4-09-440012-5
  - vol. 3, ISBN 4-09-440013-3
  - vol. 4, ISBN 4-09-440014-1
  - vol. 5, ISBN 4-09-440015-X
- Gunbuster Perfect Guide (diseño de personajes)
- Hakkenden (portada, ilustraciones)
  - vol. 1, ISBN 4-09-440261-6
  - vol. 2, ISBN 4-09-440262-4
  - vol. 3, ISBN 4-09-440263-2
- Hayase Misa: Shiroi Tsuioku, ISBN 4-19-669519-1 (ilustración, novela escrita por Hiroshi Ohnogi)
- Live of Legend: Lynn Minmay/Mylene Jenius (diseño de personajes)
- Marginal Masters
  - vol. 1, ISBN 4-19-669615-5
  - vol. 2, ISBN 4-19-669635-X
  - vol. 3, ISBN 4-19-669639-2
- My Inference And Her Reason, ISBN 4-04-428001-0 (portada, novela escrita por Tsuguya Murase)
- Mysterious Warrior Thief T.T. (portada, ilustraciones; la novela fue escrita por Eiichiro Saito)
  - vol. 1, ISBN 4-04-164701-0
  - vol. 3, ISBN 4-04-164703-7
  - vol. 4, ISBN 4-04-164704-5
- New Record of Lodoss War, ISBN 4-04-460426-6 (portada, ilustraciones; la novela fue escrita por Ryo Mizuno)
  - vol. 1, ISBN 4-04-460424-X
  - vol. 2, ISBN 4-04-460423-1
  - vol. 3, ISBN 4-04-460425-8
  - vol. 4, ISBN 4-04-460428-2
  - vol. 5, ISBN 4-04-460429-0
  - vol. 6, ISBN 4-04-460430-4
- Oboete Imasu ka: Eiga "Chō Jikū Yōsai Macross" yori, ISBN 4-19-669544-2 (portada, ilustraciones)
- Seishun! Tonari-gumi: Kimi to Hanashitai, ISBN 4-19-669585-X (portada, ilustraciones)
- Titania (portada, ilustraciones, la novela fue escrita por Yoshiki Tanaka)
  - vol. 1, ISBN 4-19-153817-9
  - vol. 2, ISBN 4-19-154060-2
  - vol. 3, ISBN 4-7575-1135-3
- Tōsō no Eden, ISBN 4-19-669593-0 (ilustraciones)

## Manga
- Cherish, ISBN 4-04-852489-5
- Macross 7: Trash
  - vol. 1, ISBN 4-04-713105-9
  - vol. 2, ISBN 4-04-713122-9
  - vol. 3, ISBN 4-04-713142-3
  - vol. 4, ISBN 4-04-713183-0
  - vol. 5, ISBN 4-04-713198-9
  - vol. 6, ISBN 4-04-713230-6
  - vol. 7, ISBN 4-04-713293-4
  - vol. 8, ISBN 4-04-713397-3
- Marionette Generation
  - vol. 1, ISBN 4-04-852221-3
  - vol. 2, ISBN 4-04-852225-6
  - vol. 3, ISBN 4-04-852480-1
  - vol. 4, ISBN 4-04-852588-3
  - vol. 5, ISBN 4-04-852803-3
- Mobile Suit Gundam École du Ciel
  - vol. 1, ISBN 4-04-713520-8, ISBN 4-04-713521-6 (edición especial, bonus CD-ROM)
  - vol. 2, ISBN 4-04-713564-X
  - vol. 3, ISBN 4-04-713612-3
  - vol. 4, ISBN 4-04-713641-7
  - vol. 5, ISBN 4-04-713687-5, ISBN 4-04-900768-1 (edición especial, bonus una figura)
  - vol. 6, ISBN 4-04-713723-5
  - vol. 7, ISBN 4-04-713752-9
  - vol. 8, ISBN 4-04-713802-9, ISBN 4-04-900780-0 (edición especial, bonus una figura)
  - vol. 9, ISBN 4-04-713854-1
- Reverb, ISBN 4-04-926186-3
- The Super Dimension Fortress Macross: The First - Macross Ace Magazine

## Otras obras
- Aquarian Age Trading Card Game (ilustración de cartas)
- Chaos Gear Trading Card Game (ilustración de cartas)
- CM's Macross Figure Collection (portada)
- Gundam the Ride: A Baoa Qu (diseño de personajes)
- Macross VF-X2 Original Soundtrack (portada, ilustraciones)
- Marionette Generation: Out of Ganchu (álbum CD + libro de ilustraciones)